# Челнок (ткацкий)

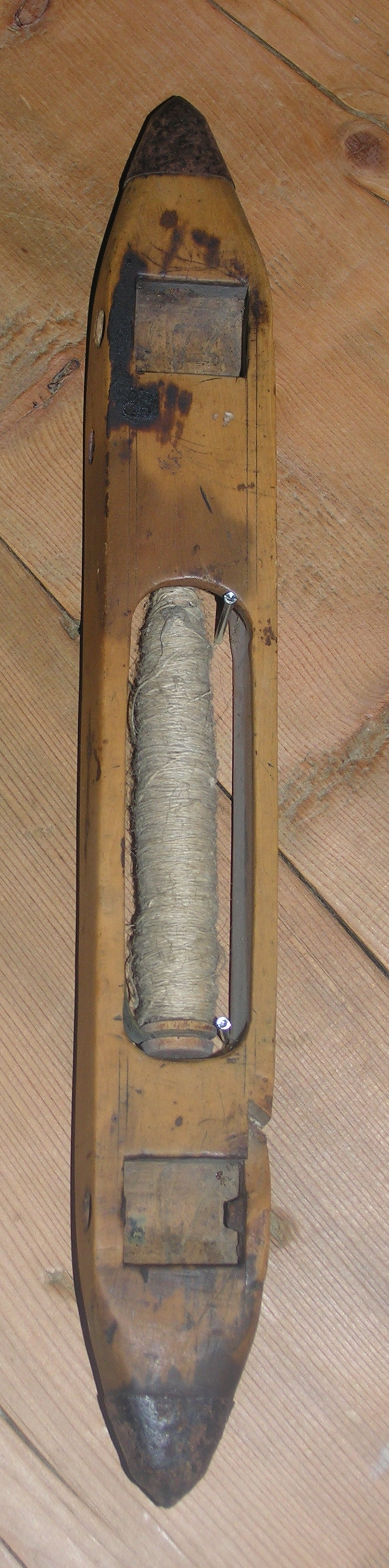
Челнок со шпулькой

Тка́цкий челно́к — рабочий орган ткацкого станка, прокладывающий уточную (поперечную) нить между нитями основы при выработке ткани. Челноком также называют рабочий орган швейной машины с двухниточным швом, вводящий нижнюю нить в шов.
Самый простой челнок изготавливался из плоского узкого куска дерева с насечками на концах для прикрепления утка пряжи. Более сложный челнок включает внутри катушку (шпульку).
Ткацкие челноки веками изготовлялись из катушечного кряжа дорогой древесины — бука, граба, хурмы, пальмы. В начале XX века для их изготовления стали применять особым способом прессованную древесину — лигностон, а в 70-х гг. прошлого века в СССР специально для ткацких челноков получили новый материал из капроновых рыболовных сетей, обработанных фенолформальдегидной смолой. Часто челнок делают из древесины цветущего кизила, потому что он должен быть прочным, противостоять раскалыванию, и должен иметь очень гладкую полированную поверхность. 
Первоначально челнок протаскивали туда-обратно через основу из руки в руку, что было довольно медленно. Только в 1733 году английский суконщик Джон Кей изобрёл ткацкий станок, который включал в себя механический самолётный челнок (челнок-самолёт). Этот челнок сам пролетал через основу, затем с помощью особого устройства разворачивался и пролетал обратно. Это позволило ткать значительно более широкие ткани и гораздо быстрее, а также разработать более простые и надёжные ткацкие станки.

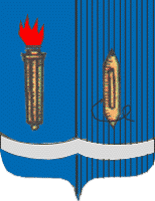
Челнок на гербе города Иваново образца 1970 года